# Gilson Trindade de Jesus
Gilson Trindade de Jesus, né le 8 février 1957, est un ancien joueur brésilien de basket-ball.

## Palmarès
- 3e du championnat du monde 1978
- 3e des Jeux panaméricains de 1975